# Harold Stephen Black
Harold Stephen Black (Leominster, 14 april 1898 – Summit, 11 december 1983) was een Amerikaans elektrotechnicus die een grote rol heeft gespeeld in de versterkertechniek door zijn ontdekking van tegenkoppeling in 1927, min of meer tegelijkertijd met Klaas Posthumus.